# Igor Chestiorkine
Igor Olegovitch Chestiorkine - en russe : Игорь Олегович Шестёркин et en anglais : Igor Shestyorkin - (né le 30 décembre 1995 à Moscou en Russie) est un joueur professionnel russe de hockey sur glace. Il évolue au poste de gardien de but.

## Biographie

### Carrière junior
Formé au Krylia Sovetov,, il débute en junior avec le MHK Spartak dans la MHL lors de la saison 2012-2013. En 2013-2014, il joue ses premiers matchs dans la KHL avec le HK Spartak Moscou. Chestiorkine décroche la Coupe Kharlamov 2014 avec le MHK Spartak. En 2014, il signe au SKA Saint-Pétersbourg. Il est choisi par les Rangers de New York au 118e rang lors du quatrième tour du repêchage d'entrée dans la LNH 2015. Il remporte la Coupe Gagarine 2017. 

### Rangers de New York
Le 3 mai 2018, il signe un contrat d'entrée dans la LNH avec les Rangers. Il est assigné au Wolf Pack de Hartford club ferme des Rangers dans la Ligue américaine de hockey. Le 7 janvier 2019, il joue son premier match avec les Rangers face à l'Avalanche du Colorado lors d'une victoire 5-3.
En 2022, le gardien russe, devenu le joueur le plus populaire de l'équipe new-yorkaise, remporte le trophée Vézina et termine troisième de la course au trophée Hart.
Le 6 décembre 2024, à sa dernière année d'un contrat de 4 ans avec les Rangers, il accepte une prolongation de contrat de 8 ans d'une valeur de 92 millions $. Il passera d'un salaire annuel de 5,66 millions $ à 11,5 millions $, ce qui en fait le contrat le plus lucratif jamais offert à un gardien.

### Carrière internationale
Il représente la Russie au niveau international. Il a participé aux sélections jeunes. Il remporte la médaille d'or avec l'équipe des athlètes olympiques de Russie lors des Jeux olympiques d'hiver de 2018 à Pyeongchang en Corée du Sud.

## Statistiques

### En club
| Saison    | Équipe                     | Ligue |    | Saison régulière | Saison régulière | Saison régulière | Saison régulière | Saison régulière | Saison régulière | Saison régulière | Saison régulière | Saison régulière | Saison régulière |    | Séries éliminatoires | Séries éliminatoires | Séries éliminatoires | Séries éliminatoires | Séries éliminatoires | Séries éliminatoires | Séries éliminatoires | Séries éliminatoires | Séries éliminatoires |
| Saison    | Équipe                     | Ligue | PJ | V                | D                | Pr/N             | Min              | BC               | Moy              | % Arr            | Bl               | Pun              | PJ               | V  | D                    | Min                  | BC                   | Moy                  | % Arr                | Bl                   | Pun                  |                      |                      |
| 2012-2013 | MHK Spartak Moscou         | MHL   | 15 |                  |                  |                  |                  |                  | 2,10             | 92               |                  |                  | 9                |    |                      |                      |                      | 1,59                 | 94,8                 |                      |                      |                      |                      |
| 2013-2014 | HK Spartak Moscou          | KHL   | 9  | 1                | 5                | 2                | 428              | 20               | 2,80             | 90,3             | 1                | 0                | -                | -  | -                    | -                    | -                    | -                    | -                    | -                    | -                    |                      |                      |
| 2013-2014 | MHK Spartak Moscou         | MHL   | 23 |                  |                  |                  |                  |                  | 1,42             | 94,7             |                  |                  | 19               |    |                      |                      |                      | 1,75                 | 93,7                 |                      |                      |                      |                      |
| 2014-2015 | SKA Saint-Pétersbourg      | KHL   | 6  | 3                | 0                | 3                | 231              | 9                | 2,33             | 91,7             | 0                | 10               | -                | -  | -                    | -                    | -                    | -                    | -                    | -                    | -                    |                      |                      |
| 2014-2015 | SKA-Neva                   | VHL   | 8  |                  |                  |                  |                  |                  | 1,72             | 94,3             |                  |                  | -                | -  | -                    | -                    | -                    | -                    | -                    | -                    | -                    |                      |                      |
| 2014-2015 | SKA-1946 Saint-Pétersbourg | MHL   | 3  |                  |                  |                  |                  |                  | 2,26             | 93,4             |                  |                  | 13               |    |                      |                      |                      | 2,47                 | 91                   |                      |                      |                      |                      |
| 2015-2016 | SKA Saint-Pétersbourg      | KHL   | 7  | 5                | 2                | 0                | 419              | 18               | 2,58             | 91,2             | 1                | 0                | 0                | -  | -                    | -                    | -                    | -                    | -                    | -                    | -                    |                      |                      |
| 2015-2016 | SKA-Neva                   | VHL   | 25 |                  |                  |                  |                  |                  | 1,19             | 95,4             |                  |                  | -                | -  | -                    | -                    | -                    | -                    | -                    | -                    | -                    |                      |                      |
| 2015-2016 | SKA-1946 Saint-Pétersbourg | MHL   | 2  |                  |                  |                  |                  |                  | 1,51             | 94,6             |                  |                  | -                | -  | -                    | -                    | -                    | -                    | -                    | -                    | -                    |                      |                      |
| 2016-2017 | SKA Saint-Pétersbourg      | KHL   | 39 | 27               | 4                | 6                | 2 191            | 60               | 1,64             | 93,7             | 8                | 0                | 5                | 4  | 1                    | 228                  | 7                    | 1,84                 | 94,0                 | 0                    | 0                    |                      |                      |
| 2017-2018 | SKA Saint-Pétersbourg      | KHL   | 28 | 20               | 4                | 4                | 1 593            | 45               | 1,70             | 93,3             | 7                | 2                | 1                | 0  | 0                    | 1                    | 0                    | 0,00                 | 100,0                | 0                    | 1                    |                      |                      |
| 2018-2019 | SKA Saint-Pétersbourg      | KHL   | 28 | 24               | 4                | 0                | 1 681            | 31               | 1,11             | 95,3             | 10               | 4                | 10               | 4  | 5                    | 522                  | 17                   | 1,95                 | 90,4                 | 0                    | 25                   |                      |                      |
| 2019-2020 | Rangers de New York        | LNH   | 12 | 10               | 2                | 0                | 692              | 29               | 2,52             | 93,2             | 0                | 0                | 1                | 0  | 1                    | 58                   | 3                    | 3,10                 | 90                   | 0                    | 0                    |                      |                      |
| 2019-2020 | Wolf Pack de Hartford      | LAH   | 25 | 17               | 4                | 3                | 1 455            | 46               | 1,90             | 93,4             | 3                | 4                | -                | -  | -                    | -                    | -                    | -                    | -                    | -                    | -                    |                      |                      |
| 2020-2021 | Rangers de New York        | LNH   | 35 | 16               | 14               | 3                | 1 899            | 83               | 2,62             | 91,6             | 2                | 0                | -                | -  | -                    | -                    | -                    | -                    | -                    | -                    | -                    |                      |                      |
| 2021-2022 | Rangers de New York        | LNH   | 53 | 36               | 13               | 4                | 3 071            | 106              | 2,07             | 93,5             | 6                | 0                | 20               | 10 | 9                    | 1 182                | 51                   | 2,59                 | 92,9                 | 0                    | 0                    |                      |                      |
| 2022-2023 | Rangers de New York        | LNH   | 58 | 37               | 13               | 8                | 3 489            | 144              | 2,48             | 91,6             | 3                | 2                | 7                | 3  | 4                    | 428                  | 14                   | 1,96                 | 93,1                 | 0                    | 2                    |                      |                      |
| 2023-2024 | Rangers de New York        | LNH   | 55 | 36               | 17               | 2                | 3 277            | 140              | 2,56             | 91,3             | 4                | 6                | 16               | 10 | 6                    | 1 000                | 39                   | 2,34                 | 92,6                 | 0                    | 0                    |                      |                      |

### En équipe nationale
| Année | Équipe          | Compétition                   |   | PJ | V | D | Pr/N | Min | BC   | Moy  | % Arr | Bl | Pun                |  | Résultat |
| 2013  | Russie - 18 ans | Championnat du monde - 18 ans | 6 |    |   |   |      |     | 2,26 | 93,7 |       |    | Quatrième          |  |          |
| 2015  | Russie - 20 ans | Championnat du monde junior   | 5 |    |   |   |      |     | 1,98 | 93,8 |       |    | Médaille d'argent  |  |          |
| 2016  | Russie          | Championnat du monde          | 0 |    |   |   |      |     |      |      |       |    | Médaille de bronze |  |          |
| 2017  | Russie          | Championnat du monde          | 0 |    |   |   |      |     |      |      |       |    | Médaille de bronze |  |          |
| 2018  | Russie          | Jeux olympiques               | 0 |    |   |   |      |     |      |      |       |    | Médaille d'or      |  |          |
| 2018  | Russie          | Championnat du monde          | 4 |    |   |   |      |     | 1,46 | 94,2 |       |    | Sixième            |  |          |

## Trophées et honneurs personnels

### MHL
- 2013-2014 : participe au match des étoiles

### VHL
- 2015-2016 : 
  - meilleur pourcentage d'arrêts
  - meilleure moyenne de buts allouée

### KHL
- 2016-2017 : 
  - participe au match des étoiles
  - nommé dans la première équipe d'étoiles
- 2017-2018 : participe au match des étoiles
- 2018-2019 : 
  - meilleur pourcentage d'arrêts
  - meilleure moyenne de buts allouée

### LAH
- 2019-2020 : participe au match des étoiles

### LNH
- 2021-2022 : 
  - remporte le Trophée Vézina
  - sélectionné dans la première équipe d'étoiles
  - meilleur pourcentage d'arrêts
  - meilleure moyenne de buts allouée
  - nommé dans les trois finalistes pour le Trophée Hart
- 2022-2023 : participe au 67e Match des étoiles
- 2023-2024 : participe au 68e Match des étoiles